# David A. Uber
David Albert Uber (Princeton (Illinois), 5 augustus 1921 – Wallingford (Vermont), 29 juni 2007) was een Amerikaans componist, muziekpedagoog, dirigent, trombonist en musicus.

## Biografie
Uber gradueerde aan het Carthage College in Kenosha, Wisconsin en studeerde met een studiebeurs aan het Curtis Institute of Music in Philadelphia. Aansluitend speelde hij meerdere jaren in de United States Navy Band in Washington, D.C. en was daar ook componist en arrangeur. Daarna hervatte hij zijn studie aan de Columbia University, New York, waar hij zijn Master of Arts behaalde en tot Doctor of Education promoveerde.
Hij werd professor in de muziek aan het College of New Jersey (toen: Trenton State College). Deze positie vervulde hij 33 jaren en hij werd in 1996 als Professor Emeritus onderscheiden. Verder was hij professor aan het Westminster Choir College in Princeton, New Jersey en aan de Princeton-universiteit in Princeton. Ook was hij directeur voor ensemble-muziek aan het National Music Camp, Interlochen, Michigan. In 1999 werd hij eredoctor van het Carthage College in Kenosha.
Als uitvoerend musicus was hij als solotrombonist verbonden aan het New York City Ballet Orchestra in de Lincoln Center, aan het New York City Opera Orchestra en aan het NBC Symphony Orchestra. Verschillende jaren was hij ook solist op de trombone van het orkest van de NBC Television Opera, het Columbia Recording Symphony Orchestra, van het New York Brass Quintet en het Contemporary Brass Quintet. Als trombonist heeft hij onder wereldberoemde componisten en dirigenten gewerkt, zoals Igor Stravinsky, Leopold Stokowski, Sir Thomas Beecham, Leonard Bernstein, Aaron Copland, Morton Gould, Arthur Fiedler, Fritz Reiner en Bruno Walter.
Als componist heeft hij meer dan 400 werken gepubliceerd en is hij met talrijke prijzen en onderscheidingen bekroond. Hij schreef solo-werken voor bekende instrumentalisten zoals Harvey Phillips, Don Butterfield, Frank Meredith, John Swallow, Gerard Schwarz en Lucas Spiros.
Hij overleed in 2007 op 85-jarige leeftijd.

## Composities

### Werken voor harmonieorkest
- 1944 Second Symphonic Sketch
- 1952 Symphonic Sketch no. 1
- 1953 Gettysburg
- 1977 Odyssey for Symphonic Band, romantische ouverture (prijswinner van de Symposium III van het Radford College in Virginia)
- 1977 Petite Rhapsody, voor trompet en harmonieorkest
- 1977 Sound Sketches, voor tuba en harmonieorkest
- 1980 Legend of Tinmouth Mountain
- 1982 Sea Pictures
- 1983 Toward the Sea
- 1985 Concertino, voor altsaxofoon en harmonieorkest
- 1988 Haunted Castles
- 1992 Processional for World Peace
- 1998 Antiphonal for Rushmore, voor koper-ensemble
- 1998 Symphony No. 3, voor harmonieorkest
- 2000 Commemoration Overture, voor groot koper-ensemble en slagwerk
- 2001 Tribute to Tinmouth, voor koper-ensemble
- 2002 The College of New Jersey Victory March, voor gemengd koor en harmonieorkest
- 2004 Concert Fanfare, voor groot koper-ensemble
- A Dartmouth Medley, voor harmonieorkest
- A Day at the Camptown Races, voor koperkwintet
- A Fairfax Overture, voor harmonieorkest
- Andante and Danza, voor klarinet-ensemble
- City of Flags, voor koper-ensemble
- Concerto for Eufonium (for Roger Behrend), voor eufonium en harmonieorkest
- Greenwich Village Vignettes, voor laag koper-ensemble
- Hampshire Hills, voor harmonieorkest
- Kaleidoscope, voor groot koper-ensemble
- Liturgy, voor groot koper-ensemble, op. 50
- Musicale, voor klarinetten-koor (1e prijs tijdens de Fourth Clarinet Choir Competition Contest van de University of Maryland en Kendor Music, Inc)
- Ode to Joy, voor koper-ensemble
- Parade, voor klarinet-ensemble
- Ritual Dance
- River Songs, voor laag koper-ensemble
- Shall We Gather in the River, voor harmonieorkest
- Sinfonietta, voor laag koper-ensemble en slagwerk
- Symphonic Fanfare, voor koper-ensemble
- The Power and the Glory, voor groot koper-ensemble
- Tides of Destiny, voor groot koper-ensemble

### Werken voor koor
- A Christmas Festival of Carols, Op. 78
  1. Carol of the Bells
  2. The Christmas Hymn
  3. Coventry Carol
  4. Good King Wenceslas
  5. Jingle Bells
  6. Joy to the World
  7. Silent Night

### Kamermuziek
- 1967 Double Portraits "The City", voor trombone en tuba
  1. Times Square: Allegretto
  2. Twilight: Andante, poco agitato
  3. The City Awakes: Vivace
- 1967 Three Miniatures, voor drie trombones en tuba, op. 29
- 1971 Chorales (3), voor drie trombones, op. 55
- 1973 Concertante Antiphonale, voor twee trombone-ensembles (tien trombones)
- 1986 Romance, voor solo trombone (or tuba) en piano
- 1992 Skylines, voor solo bastrombone of tuba en koper-ensemble, op. 296
- 2001 Sonata in One Movement, voor tuba en piano
- 2002 Give Me That Old Time Religion, voor vier trombones
- 2002 Sonata, voor eufonium en piano
- 2003 Legend of Danby Mountain, voor solo trombone en piano
- 2003 Visions, voor koperkwartet
- 2003 Remembering Vermont, voor vier trombones
- 2004 First Rhapsody, voor solo klarinet en piano
- 2004 A Vermont Gathering, voor laag koperkwartet
- 2004 School Songs, voor koperkwartet
- 2004 The Four Troubadours, voor twee eufonia en twee tuba's
- 2004 Thou Holiest of Rivers, voor solo hoorn en piano
- 10 Favorite Melodies, voor 3 hoorns
- 10 Favorite Melodies, voor 3 trombones
- 22 Etudes, voor eufonium
- A Jazz Rhapsody, voor tuba of eufonium en piano
- Amazing Grace, voor koperkwartet
- Bach for Brass, voor koperkwartet
- Ballade in G, voor viool, hoorn en piano
- Ballets In Brass, voor kopersextet (2 trompetten, hoorn, 2 trombones en tuba)
- Chorale Lento, voor trombone-ensemble
- Concert Fantasy, voor solo fluit en piano
- Concert Rhapsody, voor solo klarinet en piano
- Concert Sketches, voor solo saxofoon en piano
- Coronation "All Hail the Power of Jesus' Name", voor kopertrio
- Dapper's Tune, voor solo tuba, banjo en piano
- Declarations, voor eufonium en tuba-sextet
- Explorations, voor tubakwintet
- Festival Fanfares Nos. 1-4, voor trompetkwartet
- Firelight, voor laag koperkwartet
- First Rhapsodie, voor klarinet en piano
- Four Familiar Classics, voor twee trombones
- Four Sketches, voor hoorn en piano
- Legend of the Purple Hills, voor tuba en piano
- Legend of Sleeping Bear, voor solo tuba
- March of the Dinosaurs, voor koperkwintet
- Mississippi Mud, voor koperkwartet
- Music for the Stage, voor tubakwartet
- Novelette
- Octet, voor acht trompetten
- Puppetry, voor eufonium en tuba-sextet
- Rhapsody in C minor, voor tuba en piano
- Rhythmic Contours, voor solo tuba, piano en slagwerk
- Rounds and Canons, voor trompettrio
- Serenata, voor fluit-ensemble
- Shadow-Graph, voor eufonium-ensemble
- Shall We Gather at the River?, voor solo tuba en piano
- Signals, voor laag kopertrio
- Slide Show, voor trombone-ensemble
- Sonnets, voor fluit-ensemble
- Spiritual from "The Power and the Glory", voor koperkwintet
- Streets Of Laredo, voor koperkwintet, op. 60
- Suite for Four Tubas
- Suite for Woodwind trio op.46
- Suite Militaire, voor koperkwintet
- Sweet and Low, voor fluit-ensemble
- The Almighty Brass
- Three Cameos, voor solo tuba en saxofoonkwartet
- Three Cantos, voor solo trompet
- Three Scenes from Quimby's Prairie, voor solo fluit en piano
- Three Spirituals, voor drie trombones
- Trialogue (Alry), voor fluit, hobo en klarinet
- Trombones Limited, voor trombonekwartet of trombone-ensemble
- Trophies, voor twee trompetten en twee trombones
- Two Spirituals, voor koperkwartet

- Gemeinsame Normdatei: 103785868
- International Standard Name Identifier: 0000 0001 1480 3611
- Library of Congress Control Number: n82071450
- Nationale Bibliotheek van Letland: 000056171
- MusicBrainz: 9448062c-44ed-491f-96ac-544b1d8f8f18
- Nationale Bibliotheek van Tsjechië: xx0181730
- Nationale Bibliotheek van Israël: 987007396867105171
- LIBRIS: 311113
- Système universitaire de documentation: 16026958X
- Virtual International Authority File: 115598018
- WorldCat: E39PBJfrHbvPpBk3cYcXxBVDMP